# Saison 2019-2020 des Girondins de Bordeaux
Maillots
Chronologie
Saison précédente Saison suivante
La saison 2019-2020 des Girondins de Bordeaux est la soixante-septième du club en première division du championnat de France, la vingt-huitième consécutive du club au sommet de la hiérarchie du football français et la cinquième saison complète dans son nouveau stade.
Lors de cette saison, le club dispute les compétitions nationales (Ligue 1, Coupe de France et Coupe de la Ligue).
La saison s'est achevée de manière prématurée le 8 mars 2020 à la suite de la pandémie de Covid-19 en France.
Le 30 avril, la LFP vote la fin officielle du championnat et détermine le classement final en prenant en compte un indice de performance (ratio) selon le nombre de points marqués sur tous les matchs joués.

## Avant-saison

### Tableau des transferts
| Nom                   | Nationalité        | Poste     | Transfert                  | Provenance/Destination   | Division               |
| --------------------- | ------------------ | --------- | -------------------------- | ------------------------ | ---------------------- |
| Arrivées              |                    |           |                            |                          |                        |
| Davy Rouyard          | France             | Gardien   | Contrat professionnel      | Girondins de Bordeaux B  | National 2             |
| Thomas Carrique       | France             | Défenseur | Contrat professionnel      | Girondins de Bordeaux B  | National 2             |
| Alexandre Lauray      | France             | Défenseur | Contrat professionnel      | Girondins de Bordeaux B  | National 2             |
| Dilane Bakwa          | France             | Attaquant | Contrat professionnel      | Girondins de Bordeaux B  | National 2             |
| Amadou Traoré         | France             | Attaquant | Contrat professionnel      | Girondins de Bordeaux B  | National 2             |
| Paul Bernardoni       | France             | Gardien   | Retour de prêt             | Nîmes Olympique          | Ligue 1                |
| Paul Baysse           | France             | Défenseur | Retour de prêt             | Stade Malherbe de Caen   | Ligue 1                |
| Raoul Bellanova       | Italie             | Défenseur | Retour de prêt             | AC Milan                 | Serie A                |
| Valentin Vada         | Argentine          | Milieu    | Retour de prêt             | AS Saint-Étienne         | Ligue 1                |
| Daniel Mancini        | Argentine          | Milieu    | Retour de prêt             | AJ Auxerre               | Ligue 2                |
| Aaron Boupendza       | Gabon              | Attaquant | Retour de prêt             | Tours FC                 | National               |
| Jonathan Cafu         | Brésil             | Attaquant | Retour de prêt             | Étoile rouge de Belgrade | SuperLiga              |
| Alexandre Mendy       | France             | Attaquant | Retour de prêt             | EA Guingamp              | Ligue 1                |
| Youssef Aït Bennasser | Maroc              | Milieu    | Prêt (avec option d’achat) | AS Monaco                | Ligue 1                |
| Mexer                 | Mozambique         | Défenseur | Transfert gratuit          | Stade rennais            | Ligue 1                |
| Enock Kwateng         | France             | Défenseur | Transfert gratuit          | FC Nantes                | Ligue 1                |
| Loris Benito          | Suisse             | Défenseur | Transfert gratuit          | BSC Young Boys           | Super League           |
| Loïc Bessilé          | France             | Défenseur | Transfert gratuit          | Toulouse FC              | Ligue 1                |
| Abdel Jalil Medioub   | Algérie            | Défenseur | Transfert gratuit          | Grenade CF               | La Liga                |
| Yanis Hamoudi         | France             | Milieu    | Transfert gratuit          | Tours FC                 | National               |
| Mehdi Zerkane         | France             | Attaquant | Transfert gratuit          | AS Monaco                | Ligue 1                |
| Jamal Haruna          | Ghana              | Attaquant | Transfert gratuit          | WAFA SC                  | Ghana Football Leagues |
| Aïssa Boudechicha     | Algérie            | Défenseur | Transfert (50k d’€)        | ES Sétif                 | Ligue 1                |
| Laurent Koscielny     | France             | Défenseur | Transfert (5 M d’€)        | Arsenal FC               | Premier League         |
| Hwang Ui-jo           | Corée du Sud       | Attaquant | Transfert (2 M d’€)        | Gamba Osaka              | J. League              |
| Gabriel Lemoine       | Belgique           | Attaquant | Transfert (0,2 M d’€)      | Club Bruges KV           | Jupiler Pro League     |
| Départs               |                    |           |                            |                          |                        |
| Sergi Palencia        | Espagne            | Défenseur | Retour de prêt             | FC Barcelone             | La Liga                |
| Yann Karamoh          | France             | Attaquant | Retour de prêt             | Inter Milan              | Serie A                |
| Andreas Cornelius     | Danemark           | Attaquant | Retour de prêt             | Atalanta Bergame         | Serie A                |
| Paul Bernardoni       | France             | Gardien   | Prêt (sans option d'achat) | Nîmes Olympique          | Ligue 1                |
| Over Mandanda         | France             | Gardien   | Prêt (sans option d'achat) | US Créteil-Lusitanos     | National               |
| Alexandre Lauray      | France             | Défenseur | Prêt (sans option d'achat) | USL Dunkerque            | National               |
| Ibrahim Diarra        | France             | Milieu    | Prêt (sans option d'achat) | US Créteil-Lusitanos     | National               |
| Michaël Nilor         | France             | Attaquant | Prêt (sans option d'achat) | US Avranches             | National               |
| Alexandre Mendy       | France             | Attaquant | Prêt (sans option d'achat) | Stade brestois 29        | Ligue 1                |
| Aaron Boupendza       | Gabon              | Attaquant | Prêt (avec option d’achat) | CD Feirense              | Segunda Liga           |
| Jérôme Prior          | France             | Gardien   | Résiliation de contrat     | Valenciennes FC          | Ligue 2                |
| Till Cissokho         | France             | Défenseur | Résiliation de contrat     | Clermont Foot 63         | Ligue 2                |
| Igor Lewczuk          | Pologne            | Défenseur | Fin de contrat             | Legia Varsovie           | Ekstraklasa            |
| Lucas Dumai           | France             | Milieu    | Fin de contrat             | Stade Bordelais          | National 2             |
| Jaroslav Plasil       | République tchèque | Milieu    | Retraite                   |                          |                        |
| Jules Koundé          | France             | Défenseur | Transfert (25 M d'€)       | FC Séville               | La Liga                |
| Zaydou Youssouf       | France             | Milieu    | Transfert (2,5 M d'€)      | AS Saint-Etienne         | Ligue 1                |
| Valentin Vada         | Argentine          | Milieu    | Transfert (0,75 M d'€)     | UD Almería               | LaLiga 2               |
| Daniel Mancini        | Argentine          | Milieu    | Transfert (0,5 M d'€)      | Aris Salonique           | Superleague Elláda     |
| Lukas Lerager         | Danemark           | Milieu    | Transfert (7 M d'€)        | Genoa CFC                | Serie A                |

| Nom                 | Nationalité | Poste     | Transfert                  | Provenance/Destination  | Division             |
| ------------------- | ----------- | --------- | -------------------------- | ----------------------- | -------------------- |
| Arrivées            |             |           |                            |                         |                      |
| Ismaël Sow          | France      | Défenseur | Contrat professionnel      | Girondins de Bordeaux B | National 3           |
| Naoufel Khacef      | Algérie     | Défenseur | Prêt (avec option d'achat) | NA Hussein Dey          | Ligue 1              |
| Issouf Sissokho     | Mali        | Milieu    | Prêt (avec option d'achat) | Derby Academie          | -                    |
| Rémi Oudin          | France      | Attaquant | Transfert (10 M d'€)       | Stade de Reims          | Ligue 1              |
| Rubén Pardo         | Espagne     | Milieu    | Transfert libre            | Real Sociedad           | La Liga              |
| Thibault Klidjé     | Togo        | Attaquant | Transfert libre            | Gomido FC               | Division 1           |
| Départs             |             |           |                            |                         |                      |
| Thomas Carrique     | France      | Défenseur | Prêt (sans option d’achat) | UD Logroñés             | Segunda División B   |
| Raoul Bellanova     | Italie      | Défenseur | Prêt (avec option d’achat) | Atalanta Bergame        | Serie A              |
| Yassine Benrahou    | Maroc       | Milieu    | Prêt (avec option d’achat) | Nîmes Olympique         | Ligue 1              |
| Younousse Sankharé  | Sénégal     | Milieu    | Résiliation de contrat     |                         |                      |
| Jonathan Cafu       | Brésil      | Attaquant | Résiliation de contrat     | Al-Hazm Rass            | Saudi Premier League |
| Aurélien Tchouaméni | France      | Milieu    | Transfert (20 M d'€)       | AS Monaco               | Ligue 1              |

## Effectif

### Effectif professionnel actuel
Le tableau suivant liste uniquement l'effectif professionnel des Girondins pour la saison 2019-2020.

## Compétitions

### Ligue 1
La Ligue 1 2019-2020 est la 82e édition du championnat de France de football et la 18e sous l'appellation « Ligue 1 ». La division oppose vingt clubs en une série de trente-huit rencontres. Les meilleurs de ce championnat se qualifient pour les coupes d'Europe que sont la Ligue des champions (le podium) et la Ligue Europa (le quatrième et les vainqueurs des coupes nationales). Les Girondins de Bordeaux participent à cette compétition pour la soixante-septième fois de son histoire.
| 1re journée               | Angers SCO                                                              | 3 - 1   | Girondins de Bordeaux  | Stade Raymond-Kopa, Angers                                                                                    | |
| Samedi 10 août 2019 20:00 | Jeff Reine-Adélaïde 27e · Mathias Pereira Lage 33e · Thomas Mangani 45e | (3 - 1) | 4e Nicolas de Préville | Spectateurs : 10 749 Diffuseur : beIN Sports 1 (multiplex) et beIN Sports Max 4 Arbitrage : Hakim Ben El Hadj | Spectateurs : 10 749 Diffuseur : beIN Sports 1 (multiplex) et beIN Sports Max 4 Arbitrage : Hakim Ben El Hadj |
| Samedi 10 août 2019 20:00 |                                                                         |         |                        | Spectateurs : 10 749 Diffuseur : beIN Sports 1 (multiplex) et beIN Sports Max 4 Arbitrage : Hakim Ben El Hadj | Spectateurs : 10 749 Diffuseur : beIN Sports 1 (multiplex) et beIN Sports Max 4 Arbitrage : Hakim Ben El Hadj |

| 2e journée                | Girondins de Bordeaux | 1 - 1   | Montpellier HSC | Matmut Atlantique, Bordeaux                                                                                 | |
| Samedi 17 août 2019 20:00 | Josh Maja 70e         | (0 - 1) | 22e Andy Delort | Spectateurs : 30 192 Diffuseur : beIN Sports 1 (multiplex) et beIN Sports Max 5 Arbitrage : Frank Schneider | Spectateurs : 30 192 Diffuseur : beIN Sports 1 (multiplex) et beIN Sports Max 5 Arbitrage : Frank Schneider |
| Samedi 17 août 2019 20:00 |                       |         |                 | Spectateurs : 30 192 Diffuseur : beIN Sports 1 (multiplex) et beIN Sports Max 5 Arbitrage : Frank Schneider | Spectateurs : 30 192 Diffuseur : beIN Sports 1 (multiplex) et beIN Sports Max 5 Arbitrage : Frank Schneider |

| 3e journée                | Dijon FCO | 0 - 2   | Girondins de Bordeaux              | Stade Gaston-Gérard, Dijon                                                                                    | |
| Samedi 24 août 2019 20:00 |           | (0 - 1) | 11e Hwang Ui-jo · 47e Loris Benito | Spectateurs : 12 471 Diffuseur : beIN Sports 1 (multiplex) et beIN Sports Max 7 Arbitrage : François Letexier | Spectateurs : 12 471 Diffuseur : beIN Sports 1 (multiplex) et beIN Sports Max 7 Arbitrage : François Letexier |
| Samedi 24 août 2019 20:00 |           |         |                                    | Spectateurs : 12 471 Diffuseur : beIN Sports 1 (multiplex) et beIN Sports Max 7 Arbitrage : François Letexier | Spectateurs : 12 471 Diffuseur : beIN Sports 1 (multiplex) et beIN Sports Max 7 Arbitrage : François Letexier |

| 4e journée                | Olympique Lyonnais                    | 1 - 1   | Girondins de Bordeaux | Groupama Stadium, Lyon                                             |                                                                    |
| Samedi 31 août 2019 17:30 | Memphis Depay 31e · Thiago Mendes 62e | (1 - 0) | 67e Jimmy Briand      | Spectateurs : 52 327 Diffuseur : Canal+ Arbitrage : Antony Gautier | Spectateurs : 52 327 Diffuseur : Canal+ Arbitrage : Antony Gautier |
| Samedi 31 août 2019 17:30 |                                       |         |                       | Spectateurs : 52 327 Diffuseur : Canal+ Arbitrage : Antony Gautier | Spectateurs : 52 327 Diffuseur : Canal+ Arbitrage : Antony Gautier |

| 5e journée                     | Girondins de Bordeaux                    | 2 - 0   | FC Metz | Matmut Atlantique, Bordeaux                                                                               | |
| Samedi 14 septembre 2019 20:00 | Jimmy Briand 7e · Nicolas de Préville 9e | (2 - 0) |         | Spectateurs : 14 352 Diffuseur : beIN Sports 1 (multiplex) et beIN Sports Max 4 Arbitrage : Mikaël Lesage | Spectateurs : 14 352 Diffuseur : beIN Sports 1 (multiplex) et beIN Sports Max 4 Arbitrage : Mikaël Lesage |
| Samedi 14 septembre 2019 20:00 |                                          |         |         | Spectateurs : 14 352 Diffuseur : beIN Sports 1 (multiplex) et beIN Sports Max 4 Arbitrage : Mikaël Lesage | Spectateurs : 14 352 Diffuseur : beIN Sports 1 (multiplex) et beIN Sports Max 4 Arbitrage : Mikaël Lesage |

| 6e journée                     | Girondins de Bordeaux       | 2 - 2   | Stade brestois                             | Matmut Atlantique, Bordeaux                                                                               | |
| Samedi 21 septembre 2019 20:00 | Jimmy Briand 7e · Pablo 69e | (1 - 2) | 20e Samuel Grandsir · 45+1e Mathias Autret | Spectateurs : 15 213 Diffuseur : beIN Sports 1 (multiplex) et beIN Sports Max 4 Arbitrage : Benoît Millot | Spectateurs : 15 213 Diffuseur : beIN Sports 1 (multiplex) et beIN Sports Max 4 Arbitrage : Benoît Millot |
| Samedi 21 septembre 2019 20:00 |                             |         |                                            | Spectateurs : 15 213 Diffuseur : beIN Sports 1 (multiplex) et beIN Sports Max 4 Arbitrage : Benoît Millot | Spectateurs : 15 213 Diffuseur : beIN Sports 1 (multiplex) et beIN Sports Max 4 Arbitrage : Benoît Millot |

| 7e journée                       | Amiens SC         | 1 - 3   | Girondins de Bordeaux                  | Stade de la Licorne, Amiens                                                                               | |
| Mercredi 25 septembre 2019 19:00 | Stiven Mendoza 2e | (1 - 2) | 8e 45+1e Yacine Adli · 73e Samuel Kalu | Spectateurs : 11 367 Diffuseur : beIN Sports 1 (multiplex) et beIN Sports Max 4 Arbitrage : Willy Delajod | Spectateurs : 11 367 Diffuseur : beIN Sports 1 (multiplex) et beIN Sports Max 4 Arbitrage : Willy Delajod |
| Mercredi 25 septembre 2019 19:00 |                   |         |                                        | Spectateurs : 11 367 Diffuseur : beIN Sports 1 (multiplex) et beIN Sports Max 4 Arbitrage : Willy Delajod | Spectateurs : 11 367 Diffuseur : beIN Sports 1 (multiplex) et beIN Sports Max 4 Arbitrage : Willy Delajod |

| 8e journée                     | Girondins de Bordeaux | 0 - 1 | Paris SG   | Matmut Atlantique, Bordeaux                                                       |                                                                                   |
| Samedi 28 septembre 2019 17:30 |                       | (-)   | 70e Neymar | Spectateurs : 39 215 Diffuseur : Canal+, BeIn Sports 1 Arbitrage : Jérôme Brisard | Spectateurs : 39 215 Diffuseur : Canal+, BeIn Sports 1 Arbitrage : Jérôme Brisard |
| Samedi 28 septembre 2019 17:30 |                       |       |            | Spectateurs : 39 215 Diffuseur : Canal+, BeIn Sports 1 Arbitrage : Jérôme Brisard | Spectateurs : 39 215 Diffuseur : Canal+, BeIn Sports 1 Arbitrage : Jérôme Brisard |

| 9e journée                  | Toulouse FC            | 1 - 3   | Girondins de Bordeaux                                | Stadium de Toulouse, Toulouse                                                                              | |
| Samedi 5 octobre 2019 20:00 | Efthýmis Kouloúris 61e | (0 - 2) | 2e Nicolas de Préville · 19e Pablo · 53e Hwang Ui-jo | Spectateurs : 20 084 Diffuseur : beIN Sports 1 (multiplex) et beIN Sports Max 8 Arbitrage : Benoît Bastien | Spectateurs : 20 084 Diffuseur : beIN Sports 1 (multiplex) et beIN Sports Max 8 Arbitrage : Benoît Bastien |
| Samedi 5 octobre 2019 20:00 |                        |         |                                                      | Spectateurs : 20 084 Diffuseur : beIN Sports 1 (multiplex) et beIN Sports Max 8 Arbitrage : Benoît Bastien | Spectateurs : 20 084 Diffuseur : beIN Sports 1 (multiplex) et beIN Sports Max 8 Arbitrage : Benoît Bastien |

| 10e journée                    | Girondins de Bordeaux | 0 - 1   | AS Saint-Étienne           | Matmut Atlantique, Bordeaux                                             |                                                                         |
| Dimanche 20 octobre 2019 15:00 |                       | (0 - 0) | 90+2e (pen.) Denis Bouanga | Spectateurs : 25 952 Diffuseur : beIN Sports 1 Arbitrage : Ruddy Buquet | Spectateurs : 25 952 Diffuseur : beIN Sports 1 Arbitrage : Ruddy Buquet |
| Dimanche 20 octobre 2019 15:00 |                       |         |                            | Spectateurs : 25 952 Diffuseur : beIN Sports 1 Arbitrage : Ruddy Buquet | Spectateurs : 25 952 Diffuseur : beIN Sports 1 Arbitrage : Ruddy Buquet |

| 11e journée                  | Lille OSC                                               | 3 - 0   | Girondins de Bordeaux | Stade Pierre-Mauroy, Villeneuve-d'Ascq                            |                                                                   |
| Samedi 26 octobre 2019 17:30 | Benjamin André 22e · Yusuf Yazıcı 62e · Loïc Rémy 90+1e | (1 - 0) |                       | Spectateurs : 35 925 Diffuseur : Canal+ Arbitrage : Willy Delajod | Spectateurs : 35 925 Diffuseur : Canal+ Arbitrage : Willy Delajod |
| Samedi 26 octobre 2019 17:30 |                                                         |         |                       | Spectateurs : 35 925 Diffuseur : Canal+ Arbitrage : Willy Delajod | Spectateurs : 35 925 Diffuseur : Canal+ Arbitrage : Willy Delajod |

| 12e journée                    | Girondins de Bordeaux                 | 2 - 0   | FC Nantes | Matmut Atlantique, Bordeaux                                                  |                                                                              |
| Dimanche 3 novembre 2019 15:00 | François Kamano 37e · Hwang Ui-jo 57e | (1 - 0) |           | Spectateurs : 19 545 Diffuseur : beIN Sports 1 Arbitrage : François Letexier | Spectateurs : 19 545 Diffuseur : beIN Sports 1 Arbitrage : François Letexier |
| Dimanche 3 novembre 2019 15:00 |                                       |         |           | Spectateurs : 19 545 Diffuseur : beIN Sports 1 Arbitrage : François Letexier | Spectateurs : 19 545 Diffuseur : beIN Sports 1 Arbitrage : François Letexier |

| 13e journée                    | OGC Nice              | 1 - 1   | Girondins de Bordeaux   | Allianz Riviera, Nice                                                 |                                                                       |
| Vendredi 8 novembre 2019 20:45 | Pierre Lees-Melou 27e | (1 - 0) | 49e (pen.) Jimmy Briand | Spectateurs : 16 173 Diffuseur : Canal+ Sport Arbitrage : Johan Hamel | Spectateurs : 16 173 Diffuseur : Canal+ Sport Arbitrage : Johan Hamel |
| Vendredi 8 novembre 2019 20:45 |                       |         |                         | Spectateurs : 16 173 Diffuseur : Canal+ Sport Arbitrage : Johan Hamel | Spectateurs : 16 173 Diffuseur : Canal+ Sport Arbitrage : Johan Hamel |

| 14e journée                     | Girondins de Bordeaux                      | 2 - 1   | AS Monaco         | Matmut Atlantique, Bordeaux                                              |                                                                          |
| Dimanche 24 novembre 2019 15:00 | Pablo 29e · Nicolas de Préville 69e (pen.) | (1 - 1) | 15e Islam Slimani | Spectateurs : 34 554 Diffuseur : beIN Sports 1 Arbitrage : Benoît Millot | Spectateurs : 34 554 Diffuseur : beIN Sports 1 Arbitrage : Benoît Millot |
| Dimanche 24 novembre 2019 15:00 |                                            |         |                   | Spectateurs : 34 554 Diffuseur : beIN Sports 1 Arbitrage : Benoît Millot | Spectateurs : 34 554 Diffuseur : beIN Sports 1 Arbitrage : Benoît Millot |

| 15e journée                   | Stade de Reims                        | 1 - 1   | Girondins de Bordeaux | Stade Auguste-Delaune, Reims                                                                             | |
| Samedi 30 novembre 2019 20:00 | Boulaye Dia 90+3e · Alaixys Romao 73e | (1 - 0) | 27e Josh Maja         | Spectateurs : 12 949 Diffuseur : beIN Sports 1 (multiplex) et beIN Sports Max Arbitrage : Jérôme Brisard | Spectateurs : 12 949 Diffuseur : beIN Sports 1 (multiplex) et beIN Sports Max Arbitrage : Jérôme Brisard |
| Samedi 30 novembre 2019 20:00 |                                       |         |                       | Spectateurs : 12 949 Diffuseur : beIN Sports 1 (multiplex) et beIN Sports Max Arbitrage : Jérôme Brisard | Spectateurs : 12 949 Diffuseur : beIN Sports 1 (multiplex) et beIN Sports Max Arbitrage : Jérôme Brisard |

| 16e journée                 | Girondins de Bordeaux                                            | 6 - 0   | Nîmes Olympique | Matmut Atlantique, Bordeaux                                               |                                                                           |
| Mardi 3 décembre 2019 19:00 | Josh Maja 25e 38e 53e · Nicolas de Préville 58e · Otávio 77e 87e | (2 - 0) |                 | Spectateurs : 12 419 Diffuseur : beIN Sports 1 Arbitrage : Clément Turpin | Spectateurs : 12 419 Diffuseur : beIN Sports 1 Arbitrage : Clément Turpin |
| Mardi 3 décembre 2019 19:00 |                                                                  |         |                 | Spectateurs : 12 419 Diffuseur : beIN Sports 1 Arbitrage : Clément Turpin | Spectateurs : 12 419 Diffuseur : beIN Sports 1 Arbitrage : Clément Turpin |

| 17e journée                    | Olympique de Marseille                                        | 3 - 1   | Girondins de Bordeaux | Orange Vélodrome, Marseille                                                      |                                                                                  |
| Dimanche 8 décembre 2019 21:00 | Jordan Amavi 48e · Morgan Sanson 60e · Nemanja Radonjić 90+2e | (0 - 1) | 31e Yacine Adli       | Spectateurs : 52 079 Diffuseur : Canal+, beIN Sports 1 Arbitrage : Mikaël Lesage | Spectateurs : 52 079 Diffuseur : Canal+, beIN Sports 1 Arbitrage : Mikaël Lesage |
| Dimanche 8 décembre 2019 21:00 |                                                               |         |                       | Spectateurs : 52 079 Diffuseur : Canal+, beIN Sports 1 Arbitrage : Mikaël Lesage | Spectateurs : 52 079 Diffuseur : Canal+, beIN Sports 1 Arbitrage : Mikaël Lesage |

| 18e journée                   | Girondins de Bordeaux | 0 - 1   | RC Strasbourg       | Matmut Atlantique, Bordeaux                                              |                                                                          |
| Samedi 14 décembre 2019 15:00 |                       | (0 - 1) | 11e Ludovic Ajorque | Spectateurs : 18 710 Diffuseur : beIN Sports 1 Arbitrage : Florent Batta | Spectateurs : 18 710 Diffuseur : beIN Sports 1 Arbitrage : Florent Batta |
| Samedi 14 décembre 2019 15:00 |                       |         |                     | Spectateurs : 18 710 Diffuseur : beIN Sports 1 Arbitrage : Florent Batta | Spectateurs : 18 710 Diffuseur : beIN Sports 1 Arbitrage : Florent Batta |

| 19e journée                   | Stade rennais   | 1 - 0   | Girondins de Bordeaux | Roazhon Park, Rennes                                                                                       | |
| Samedi 21 décembre 2019 20:45 | Mbaye Niang 82e | (0 - 0) |                       | Spectateurs : 26 403 Diffuseur : beIN Sports 1 (multiplex) et beIN Sports Max 8 Arbitrage : Thomas Leonard | Spectateurs : 26 403 Diffuseur : beIN Sports 1 (multiplex) et beIN Sports Max 8 Arbitrage : Thomas Leonard |
| Samedi 21 décembre 2019 20:45 |                 |         |                       | Spectateurs : 26 403 Diffuseur : beIN Sports 1 (multiplex) et beIN Sports Max 8 Arbitrage : Thomas Leonard | Spectateurs : 26 403 Diffuseur : beIN Sports 1 (multiplex) et beIN Sports Max 8 Arbitrage : Thomas Leonard |

| 20e journée                  | Girondins de Bordeaux | 1 - 2   | Olympique Lyonnais                      | Matmut Atlantique, Bordeaux                                        |                                                                    |
| Samedi 11 janvier 2020 17:30 | Jimmy Briand 15e      | (1 - 0) | 50e Maxwell Cornet · 53e Moussa Dembélé | Spectateurs : 28 737 Diffuseur : Canal+ Arbitrage : Clément Turpin | Spectateurs : 28 737 Diffuseur : Canal+ Arbitrage : Clément Turpin |
| Samedi 11 janvier 2020 17:30 |                       |         |                                         | Spectateurs : 28 737 Diffuseur : Canal+ Arbitrage : Clément Turpin | Spectateurs : 28 737 Diffuseur : Canal+ Arbitrage : Clément Turpin |

| 21e journée                    | FC Nantes          | 0 - 1   | Girondins de Bordeaux | La Beaujoire, Nantes                                                  |                                                                       |
| Dimanche 26 janvier 2020 17:00 | Andrei Girotto 54e | (0 - 0) | 86e Jimmy Briand      | Spectateurs : 29 839 Diffuseur : beIN Sports 1 Arbitrage : Karim Abed | Spectateurs : 29 839 Diffuseur : beIN Sports 1 Arbitrage : Karim Abed |
| Dimanche 26 janvier 2020 17:00 |                    |         |                       | Spectateurs : 29 839 Diffuseur : beIN Sports 1 Arbitrage : Karim Abed | Spectateurs : 29 839 Diffuseur : beIN Sports 1 Arbitrage : Karim Abed |

| 22e journée                   | Girondins de Bordeaux | 0 - 0   | Olympique de Marseille | Matmut Atlantique, Bordeaux                                       |                                                                   |
| Samedi 1er février 2020 21:00 |                       | (0 - 0) |                        | Spectateurs : 36 196 Diffuseur : Canal + Arbitrage : Ruddy Buquet | Spectateurs : 36 196 Diffuseur : Canal + Arbitrage : Ruddy Buquet |
| Samedi 1er février 2020 21:00 |                       |         |                        | Spectateurs : 36 196 Diffuseur : Canal + Arbitrage : Ruddy Buquet | Spectateurs : 36 196 Diffuseur : Canal + Arbitrage : Ruddy Buquet |

| 23e journée                   | Stade brestois                                        | 1 - 1   | Girondins de Bordeaux | Stade Francis-Le Blé, Brest                                                                             | |
| Mercredi 5 février 2020 19:00 | Jean-Charles Castelletto 68e · Loris Benito 81e (csc) | (0 - 1) | 10e Hwang Ui-jo       | Spectateurs : 13 087 Diffuseur : beIN Sports 1 (multiplex), beIN Sports Max 4 Arbitrage : Willy Delajod | Spectateurs : 13 087 Diffuseur : beIN Sports 1 (multiplex), beIN Sports Max 4 Arbitrage : Willy Delajod |
| Mercredi 5 février 2020 19:00 |                                                       |         |                       | Spectateurs : 13 087 Diffuseur : beIN Sports 1 (multiplex), beIN Sports Max 4 Arbitrage : Willy Delajod | Spectateurs : 13 087 Diffuseur : beIN Sports 1 (multiplex), beIN Sports Max 4 Arbitrage : Willy Delajod |

| 24e journée                 | FC Metz                              | 1 - 2   | Girondins de Bordeaux           | Stade Saint-Symphorien, Metz                                                                                | |
| Samedi 8 février 2020 20:00 | Ibrahima Niane 2e · Vincent Pajot 8e | (1 - 0) | 51e Toma Basic · 84e Rémi Oudin | Spectateurs : 15 054 Diffuseur : beIN Sports 1 (multiplex), beIN Sports max 6 Arbitrage : François Letexier | Spectateurs : 15 054 Diffuseur : beIN Sports 1 (multiplex), beIN Sports max 6 Arbitrage : François Letexier |
| Samedi 8 février 2020 20:00 |                                      |         |                                 | Spectateurs : 15 054 Diffuseur : beIN Sports 1 (multiplex), beIN Sports max 6 Arbitrage : François Letexier | Spectateurs : 15 054 Diffuseur : beIN Sports 1 (multiplex), beIN Sports max 6 Arbitrage : François Letexier |

| 25e journée                  | Girondins de Bordeaux              | 2 - 2   | Dijon FCO              | Matmut Atlantique, Bordeaux                                                                             | |
| Samedi 15 février 2020 20:00 | Hwang Ui-jo 35e · Jimmy Briand 64e | (1 - 1) | 16e 72e Mounir Chouiar | Spectateurs : 13 701 Diffuseur : beIN Sports 1 (multiplex), beIN Sports max 6 Arbitrage : Mikaël Lesage | Spectateurs : 13 701 Diffuseur : beIN Sports 1 (multiplex), beIN Sports max 6 Arbitrage : Mikaël Lesage |
| Samedi 15 février 2020 20:00 |                                    |         |                        | Spectateurs : 13 701 Diffuseur : beIN Sports 1 (multiplex), beIN Sports max 6 Arbitrage : Mikaël Lesage | Spectateurs : 13 701 Diffuseur : beIN Sports 1 (multiplex), beIN Sports max 6 Arbitrage : Mikaël Lesage |

| 26e journée                  | Paris SG                                                                   | 4 - 3   | Girondins de Bordeaux                           | Parc des Princes, Paris                                            |                                                                    |
| Samedi 22 février 2020 21:00 | Edinson Cavani 25e · Marquinhos 45+1e 63e · Kylian Mbappe 69e · Neymar 89e | (2 - 2) | 18e Hwang Ui-jo · 45+4e Pablo · 83e Rubén Pardo | Spectateurs : 47 771 Diffuseur : Canal + Arbitrage : Willy Delajod | Spectateurs : 47 771 Diffuseur : Canal + Arbitrage : Willy Delajod |
| Samedi 22 février 2020 21:00 |                                                                            |         |                                                 | Spectateurs : 47 771 Diffuseur : Canal + Arbitrage : Willy Delajod | Spectateurs : 47 771 Diffuseur : Canal + Arbitrage : Willy Delajod |

| 27e journée                  | Girondins de Bordeaux   | 1 - 1   | OGC Nice       | Matmut Atlantique, Bordeaux                                              |                                                                          |
| Samedi 29 février 2020 17:00 | Nicolas de Préville 21e | (1 - 0) | 57e Adam Ounas | Spectateurs : 15 799 Diffuseur : beIN Sports 1 Arbitrage : Benoît Millot | Spectateurs : 15 799 Diffuseur : beIN Sports 1 Arbitrage : Benoît Millot |
| Samedi 29 février 2020 17:00 |                         |         |                | Spectateurs : 15 799 Diffuseur : beIN Sports 1 Arbitrage : Benoît Millot | Spectateurs : 15 799 Diffuseur : beIN Sports 1 Arbitrage : Benoît Millot |

| 28e journée              | AS Saint-Étienne                     | 1 - 1   | Girondins de Bordeaux | Stade Geoffroy-Guichard, Saint-Étienne                                    |                                                                           |
| Samedi 7 mars 2020 15:00 | Denis Bouanga 68e · Mahdi Camara 76e | (0 - 0) | 65e Josh Maja         | Spectateurs : 24 912 Diffuseur : beIN Sports 1 Arbitrage : Thomas Leonard | Spectateurs : 24 912 Diffuseur : beIN Sports 1 Arbitrage : Thomas Leonard |
| Samedi 7 mars 2020 15:00 |                                      |         |                       | Spectateurs : 24 912 Diffuseur : beIN Sports 1 Arbitrage : Thomas Leonard | Spectateurs : 24 912 Diffuseur : beIN Sports 1 Arbitrage : Thomas Leonard |

| 29e journée         | Girondins de Bordeaux | Annulé | Stade rennais | Matmut Atlantique, Bordeaux |  |
| Samedi 14 mars 2020 |                       | (-)    |               |                             |  |

| 30e journée         | Nîmes Olympique | Annulé | Girondins de Bordeaux | Stade des Costières, Nîmes |  |
| Samedi 21 mars 2020 |                 | (-)    |                       |                            |  |

| 31e journée           | Girondins de Bordeaux | Annulé | Stade de Reims | Matmut Atlantique, Bordeaux |  |
| Dimanche 5 avril 2020 |                       | (-)    |                |                             |  |

| 32e journée          | Girondins de Bordeaux | Annulé | Amiens SC | Matmut Atlantique, Bordeaux |  |
| Samedi 11 avril 2020 |                       | (-)    |           |                             |  |

| 33e journée          | AS Monaco | Annulé | Girondins de Bordeaux | Stade Louis-II, Monaco |  |
| Samedi 18 avril 2020 |           | (-)    |                       |                        |  |

| 34e journée            | Girondins de Bordeaux | Annulé | Toulouse FC | Matmut Atlantique, Bordeaux |  |
| Dimanche 26 avril 2020 |                       | (-)    |             |                             |  |

| 35e journée       | Montpellier HSC | Annulé | Girondins de Bordeaux | Stade de la Mosson, Montpellier |  |
| Samedi 2 mai 2020 |                 | (-)    |                       |                                 |  |

| 36e journée       | Girondins de Bordeaux | Annulé | Angers SCO | Matmut Atlantique, Bordeaux |  |
| Samedi 9 mai 2020 |                       | (-)    |            |                             |  |

| 37e journée        | RC Strasbourg | Annulé | Girondins de Bordeaux | Stade de la Meinau , Strasbourg |  |
| Samedi 16 mai 2020 |               | (-)    |                       |                                 |  |

| 38e journée        | Girondins de Bordeaux | Annulé | Lille OSC | Matmut Atlantique, Bordeaux |  |
| Samedi 23 mai 2020 |                       | (-)    |           |                             |  |

#### Classement et statistiques
| Rang | Équipe                | Pts | J  | G  | N  | P  | Bp | Bc | Diff |
| ---- | --------------------- | --- | -- | -- | -- | -- | -- | -- | ---- |
| 9    | AS Monaco             | 40  | 28 | 11 | 7  | 10 | 44 | 44 | 0    |
| 10   | RC Strasbourg Alsace  | 38  | 27 | 11 | 5  | 11 | 32 | 32 | 0    |
| 11   | Angers SCO            | 39  | 28 | 11 | 6  | 11 | 28 | 33 | −5   |
| 12   | Girondins de Bordeaux | 37  | 28 | 9  | 10 | 9  | 40 | 34 | +6   |
| 13   | FC Nantes             | 37  | 28 | 11 | 4  | 13 | 28 | 31 | −3   |
| 14   | Stade brestois 29 P   | 34  | 28 | 8  | 10 | 10 | 34 | 37 | −3   |
| 15   | FC Metz P             | 34  | 28 | 8  | 10 | 10 | 27 | 35 | −8   |

#### Résultats par journée
| Journée   | 01  | 02  | 03 | 04  | 05 | 06 | 07 | 08 | 09 | 10 | 11 | 12 | 13 | 14 | 15 | 16 | 17 | 18 | 19  | 20  | 21  | 22  | 23  | 24 | 25  | 26  | 27  | 28  | 29 | 30 | 31 | 32 | 33 | 34 | 35 | 36 | 37 | 38 |
| --------- | --- | --- | -- | --- | -- | -- | -- | -- | -- | -- | -- | -- | -- | -- | -- | -- | -- | -- | --- | --- | --- | --- | --- | -- | --- | --- | --- | --- | -- | -- | -- | -- | -- | -- | -- | -- | -- | -- |
| Terrain   | E   | D   | E  | E   | D  | D  | E  | D  | E  | D  | E  | D  | E  | D  | E  | D  | E  | D  | E   | D   | E   | D   | E   | E  | D   | E   | D   | E   | D  | E  | D  | D  | E  | D  | E  | D  | E  | D  |
| Résultats | D   | N   | V  | N   | V  | N  | V  | D  | V  | D  | D  | V  | N  | V  | N  | V  | D  | D  | D   | D   | V   | N   | N   | V  | N   | D   | N   | N   |    |    |    |    |    |    |    |    |    |    |
| Points    | 0   | 1   | 4  | 5   | 8  | 9  | 12 | 12 | 15 | 15 | 15 | 18 | 19 | 22 | 23 | 26 | 26 | 26 | 26  | 26  | 29  | 30  | 31  | 34 | 35  | 35  | 36  | 37  | -  | -  | -  | -  | -  | -  | -  | -  | -  | -  |
| Place     | 17e | 16e | 9e | 11e | 9e | 8e | 5e | 7e | 4e | 6e | 9e | 6e | 7e | 4e | 5e | 3e | 5e | 7e | 13e | 13e | 10e | 10e | 12e | 8e | 10e | 12e | 12e | 12e | -  | -  | -  | -  | -  | -  | -  | -  | -  | -  |

Source : lfp.fr (Ligue de football professionnel)
Terrain : D = Domicile ; E = Extérieur. Résultat : D = Défaite ; N = Nul ; V = Victoire.

### Coupe de France
La Coupe de France 2019-2020 est la 103e édition de la coupe de France, une compétition à élimination directe mettant aux prises tous les clubs de football amateurs et professionnels à travers la France métropolitaine et les DOM-TOM. Elle est organisée par la FFF et ses ligues régionales.
| 32e de finale                 | Girondins de Bordeaux                      | 2 - 0   | Le Mans FC | Matmut Atlantique, Bordeaux                                               |                                                                           |
| Vendredi 3 janvier 2020 20:55 | Jimmy Briand 53e (pen.) · Toma Bašić 90+4e | (0 - 0) |            | Spectateurs : 8 870 Diffuseur : Eurosport 2 Arbitrage : François Letexier | Spectateurs : 8 870 Diffuseur : Eurosport 2 Arbitrage : François Letexier |
| Vendredi 3 janvier 2020 20:55 |                                            |         |            | Spectateurs : 8 870 Diffuseur : Eurosport 2 Arbitrage : François Letexier | Spectateurs : 8 870 Diffuseur : Eurosport 2 Arbitrage : François Letexier |

| 16e de finale               | Pau FC                                                      | 3 - 2                 | Girondins de Bordeaux                   | Stade du Hameau, Pau                                                       |                                                                            |
| Jeudi 16 janvier 2020 21:05 | Moustapha Name 23e · Jankuba Jarju 44e · Mamadou Gueye 117e | (2 - 1, 2 - 2, 2 - 2) | Josh Maja 41e · Nicolas de Préville 82e | Spectateurs : 15 668 Diffuseur : Eurosport 2 Arbitrage : Hakim Ben El Hadj | Spectateurs : 15 668 Diffuseur : Eurosport 2 Arbitrage : Hakim Ben El Hadj |
| Jeudi 16 janvier 2020 21:05 |                                                             |                       |                                         | Spectateurs : 15 668 Diffuseur : Eurosport 2 Arbitrage : Hakim Ben El Hadj | Spectateurs : 15 668 Diffuseur : Eurosport 2 Arbitrage : Hakim Ben El Hadj |

### Coupe de la Ligue
La Coupe de la Ligue 2019-2020 est la 26e édition de la Coupe de la Ligue, compétition à élimination directe organisée par la Ligue de football professionnel (LFP) depuis 1994, qui rassemble uniquement les clubs professionnels de Ligue 1, Ligue 2 et National. Depuis 2009, la LFP a instauré un nouveau format de coupe plus avantageux pour les équipes qualifiées pour une coupe d'Europe, elles débutent la compétition au niveau des huitièmes de finale. Cette année, la finale se disputera  au Stade de France.
| 16e de finale               | Girondins de Bordeaux                    | 2 - 0   | Dijon FCO | Matmut Atlantique, Bordeaux                                              |                                                                          |
| Mardi 29 octobre 2019 21:05 | Josh Maja 8e · Nicolas de Préville 90+4e | (1 - 0) |           | Spectateurs : 11 391 Diffuseur : Canal+ Sport Arbitrage : Thomas Leonard | Spectateurs : 11 391 Diffuseur : Canal+ Sport Arbitrage : Thomas Leonard |
| Mardi 29 octobre 2019 21:05 |                                          |         |           | Spectateurs : 11 391 Diffuseur : Canal+ Sport Arbitrage : Thomas Leonard | Spectateurs : 11 391 Diffuseur : Canal+ Sport Arbitrage : Thomas Leonard |

| 8e de finale                    | Stade brestois 29                            | 2 - 0   | Girondins de Bordeaux | Stade Francis-Le Blé, Brest                                       |                                                                   |
| Mercredi 18 décembre 2019 21:05 | Samuel Grandsir 50e · Gaëtan Charbonnier 63e | (0 - 0) |                       | Spectateurs : 5 434 Diffuseur : Foot+ Arbitrage : Jérémie Pignard | Spectateurs : 5 434 Diffuseur : Foot+ Arbitrage : Jérémie Pignard |

## Statistiques

### Statistiques individuelles

#### Onze de départ type (toutes compétitions)
| \| No. \| Pos. \| Joueur \| Matchs joués \| \| --- \| ---- \| ------------------- \| ------------ \| \| 1 \| GB \| Benoit Costil \| 29 \| \| 10 \| AiD \| Samuel Kalu \| 22 \| \| 4 \| DC \| Mexer \| 21 \| \| 6 \| DC \| Laurent Koscielny \| 28 \| \| 3 \| DC \| Pablo \| 28 \| \| 23 \| LG \| Loris Benito \| 27 \| \| 5 \| MD \| Otávio \| 28 \| \| 8 \| MR \| Yacine Adli \| 25 \| \| 12 \| AiD \| Nicolas de Préville \| 28 \| \| 18 \| AiG \| Hwang Ui-jo \| 26 \| \| 7 \| AC \| Jimmy Briand \| 26 \| | Costil (C) Mexer Koscielny Pablo Kalu Benito Adli Otávio De Préville Hwang Briand |                     |              |
| No. | Pos.                                                                              | Joueur              | Matchs joués |
| 1 | GB                                                                                | Benoit Costil       | 29           |
| 10 | AiD                                                                               | Samuel Kalu         | 22           |
| 4 | DC                                                                                | Mexer               | 21           |
| 6 | DC                                                                                | Laurent Koscielny   | 28           |
| 3 | DC                                                                                | Pablo               | 28           |
| 23 | LG                                                                                | Loris Benito        | 27           |
| 5 | MD                                                                                | Otávio              | 28           |
| 8 | MR                                                                                | Yacine Adli         | 25           |
| 12 | AiD                                                                               | Nicolas de Préville | 28           |
| 18 | AiG                                                                               | Hwang Ui-jo         | 26           |
| 7 | AC                                                                                | Jimmy Briand        | 26           |

### Statistiques collectives
| Compétition       | Débute au tour | Termine        | Matches joués | Gagnés | Nuls | Perdus | Buts pour | Buts contre | Différence |
| ----------------- | -------------- | -------------- | ------------- | ------ | ---- | ------ | --------- | ----------- | ---------- |
| Ligue 1           | -              | 12e            | 28            | 9      | 10   | 9      | 40        | 34          | +6         |
| Coupe de France   | 1/32 de finale | 1/16 de finale | 2             | 1      | 0    | 1      | 4         | 3           | +1         |
| Coupe de la Ligue | 1/16 de finale | 1/8 de finale  | 2             | 1      | 0    | 1      | 2         | 2           | 0          |
| Total             | -              | -              | 32            | 11     | 10   | 11     | 46        | 39          | +7         |

|                | 1re - 15e | 16e - 30e | 31e - 45e | Temps additionnel | 46e - 60e | 61e - 75e | 76e - 90e | Temps additionnel | Prolongations | Total |
| -------------- | --------- | --------- | --------- | ----------------- | --------- | --------- | --------- | ----------------- | ------------- | ----- |
| Buts marqués   | 10        | 6         | 5         | 2                 | 8         | 7         | 6         | 2                 | -             | 46    |
| Buts encaissés | 4         | 8         | 4         | 2                 | 6         | 8         | 2         | 4                 | 1             | 39    |

#### Statistiques buteurs
| Place | Nom                 | Ligue 1 | Coupe de France | Coupe de la Ligue | TOTAL des BUTS |
| 1     | Jimmy Briand        | 7 buts  | 1 but           | -                 | 8              |
| 1     | Nicolas de Préville | 6 buts  | 1 but           | 1 but             | 8              |
| 1     | Josh Maja           | 6 buts  | 1 but           | 1 but             | 8              |
| 4     | Hwang Ui-jo         | 6 buts  | -               | -                 | 6              |
| 5     | Pablo               | 4 buts  | -               | -                 | 4              |
| 6     | Yacine Adli         | 3 buts  | -               | -                 | 3              |
| 7     | Otávio              | 2 buts  | -               | -                 | 2              |
| 7     | Toma Bašić          | 1 but   | 1 but           | -                 | 2              |
| 9     | Samuel Kalu         | 1 but   | -               | -                 | 1              |
| 9     | François Kamano     | 1 but   | -               | -                 | 1              |
| 9     | Rémi Oudin          | 1 but   | -               | -                 | 1              |
| 9     | Rubén Pardo         | 1 but   | -               | -                 | 1              |
| 9     | Loris Benito        | 1 but   | -               | -                 | 1              |
| Total | 13 joueurs          | 40 buts | 4 buts          | 2 buts            | 46             |

En rouge les joueurs n'évoluant plus au club.

#### Statistiques passeurs
| Place | Nom                   | Ligue 1   | Coupe de France | Coupe de la Ligue | TOTAL des PASSES |
| 1     | Nicolas de Préville   | 4 passes  | -               | -                 | 4                |
| 2     | Yacine Adli           | 3 passes  | -               | -                 | 3                |
| 2     | Josh Maja             | 2 passes  | 1 passe         | -                 | 3                |
| 2     | Otávio                | 3 passes  | -               | -                 | 3                |
| 2     | Toma Bašić            | 3 passes  | -               | -                 | 3                |
| 6     | Yassine Benrahou      | 2 passes  | -               | -                 | 2                |
| 6     | Hwang Ui-jo           | 2 passes  | -               | -                 | 2                |
| 6     | Mexer                 | 2 passes  | -               | -                 | 2                |
| 6     | Samuel Kalu           | 1 passe   | -               | 1 passe           | 2                |
| 10    | Enock Kwateng         | 1 passe   | -               | -                 | 1                |
| 10    | Jimmy Briand          | 1 passe   | -               | -                 | 1                |
| 10    | Aurélien Tchouaméni   | 1 passe   | -               | -                 | 1                |
| 10    | Rémi Oudin            | 1 passe   | -               | -                 | 1                |
| 10    | Youssouf Sabaly       | 1 passe   | -               | -                 | 1                |
| 10    | Youssef Aït Bennasser | 1 passe   | -               | -                 | 1                |
| 10    | Vukašin Jovanović     | 1 passe   | -               | -                 | 1                |
| 10    | Maxime Poundjé        | -         | 1 passe         | -                 | 1                |
| Total | 17 joueurs            | 29 passes | 2 passes        | 1 passe           | 32               |

En rouge les joueurs n'évoluant plus au club.

#### Statistiques cumulées
| Place | Nom                   | Buts    | Passes    | Total |
| 1     | Nicolas de Préville   | 8 buts  | 4 passes  | 12    |
| 2     | Josh Maja             | 8 buts  | 3 passes  | 11    |
| 3     | Jimmy Briand          | 8 buts  | 1 passe   | 9     |
| 4     | Hwang Ui-jo           | 6 buts  | 2 passes  | 8     |
| 5     | Yacine Adli           | 3 buts  | 3 passes  | 6     |
| 6     | Otávio                | 2 buts  | 3 passes  | 5     |
| 6     | Toma Bašić            | 2 buts  | 3 passes  | 5     |
| 8     | Pablo                 | 4 buts  | -         | 4     |
| 9     | Samuel Kalu           | 1 but   | 2 passes  | 3     |
| 10    | Rémi Oudin            | 1 but   | 1 passe   | 2     |
| 10    | Yassine Benrahou      | -       | 2 passes  | 2     |
| 10    | Mexer                 | -       | 2 passes  | 2     |
| 13    | Loris Benito          | 1 but   | -         | 1     |
| 13    | François Kamano       | 1 but   | -         | 1     |
| 13    | Rubén Pardo           | 1 but   | -         | 1     |
| 13    | Enock Kwateng         | -       | 1 passe   | 1     |
| 13    | Aurélien Tchouaméni   | -       | 1 passe   | 1     |
| 13    | Youssouf Sabaly       | -       | 1 passe   | 1     |
| 13    | Youssef Aït Bennasser | -       | 1 passe   | 1     |
| 13    | Vukašin Jovanović     | -       | 1 passe   | 1     |
| 13    | Maxime Poundjé        | -       | 1 passe   | 1     |
| Total | 21 joueurs            | 46 buts | 32 passes | 78    |

En rouge les joueurs n'évoluant plus au club.

#### Coefficient UEFA
Ce classement permet de déterminer les têtes de séries dans les compétitions européennes, plus les clubs gagnent des matches dans ces compétitions, plus leur coefficient sera élevé. Mise à jour chaque 1er de mois.
Coefficient UEFA des Girondins de Bordeaux  :
|       | juillet | août | sept.  | oct.   | nov.   | déc.   | janv.  | févr.  | mars   | avr.   | mai    | juin   |
| coef. | 10.0    | 10.0 | 10.049 | 10.649 | 10.649 | 11.216 | 11.216 | 11.283 | 11.283 | 11.283 | 11.283 | 11.283 |
| place | 99e     | 99e  | 115e   | 116e   | 116e   | 117e   | 117e   | 119e   | 119e   | 119e   | 119e   | 119e   |

## Affluence
Affluence des Girondins de Bordeaux à domicile cette saison

### Plus grosses affluences
| Rang | Match                                          | Journée               | Date       | Affluence |
| 1    | Girondins de Bordeaux - Paris SG               | Ligue 1 - 8e journée  | 28/09/2019 | 39 215    |
| 2    | Girondins de Bordeaux - Olympique de Marseille | Ligue 1 - 22e journée | 01/02/2020 | 36 196    |
| 3    | Girondins de Bordeaux - AS Monaco              | Ligue 1 - 14e journée | 24/11/2019 | 34 554    |
| 4    | Girondins de Bordeaux - Montpellier HSC        | Ligue 1 - 2e journée  | 17/08/2019 | 30 192    |
| 5    | Girondins de Bordeaux - Olympique lyonnais     | Ligue 1 - 20e journée | 11/01/2020 | 28 737    |

### Plus faibles affluences
| Rang | Match                                   | Journée                                    | Date       | Affluence |
| 1    | Girondins de Bordeaux - Le Mans FC      | Coupe de France - 32e de finale            | 03/01/2020 | 8 870     |
| 2    | Girondins de Bordeaux - Dijon FCO       | Coupe de la Ligue BKT - Seizième de finale | 29/10/2019 | 11 391    |
| 3    | Girondins de Bordeaux - Nîmes Olympique | Ligue 1 - 16e journée                      | 03/12/2019 | 12 419    |

## Équipementier et sponsors
Les Girondins de Bordeaux ont pour équipementier Puma jusqu'en 2020. Ils bénéficient aussi de nombreux sponsors : le groupe SWEETCOM, le site web Winamax, la société de fabrication de portail Wisnowski , le restaurant thaïlandais Pitaya, ou encore l'enseigne de sport Intersport. Le club comprend aussi de nombreux partenaires comme le journal Sud Ouest et l'opérateur téléphonique Orange.